# Natació al Campionat del Món de natació de 2013 – 4 × 100 m estils masculí
El relleu de 4 × 100 metres estils masculí es va celebrar el 4 d'agost de 2013 al Palau Sant Jordi a Barcelona.

## Rècords
Els rècords del món abans de començar la prova:
| Rècord del món       | Estats Units · Aaron Peirsol (52.19) · Eric Shanteau (58.57) · Michael Phelps (49.72) · David Walters (46.80) | 3:27.28 | Roma, Itàlia | 2 d'agost de 2009 |
| Rècord del campionat | Estats Units · Aaron Peirsol (52.19) · Eric Shanteau (58.57) · Michael Phelps (49.72) · David Walters (46.80) | 3:27.28 | Roma, Itàlia | 2 d'agost de 2009 |

## Resultats
NR: Rècord Nacional
DSQ: Desqualificats

### Sèries
| Posició | Sèries | Carrer | Nedadors                                                                                              | País            | Temps   | Notes |
| ------- | ------ | ------ | --- | --------------- | ------- | ----- |
| 1       | 3      | 4      | David Plummer (53.22) Nicolas Fink (1:00.17) Eugene Godsoe (51.59) Jimmy Feigen (47.74)               | Estats Units    | 3:32.72 | Q     |
| 2       | 3      | 5      | Ashley Delaney (53.85) Christian Sprenger (59.17) Kenneth To (52.37) Cameron McEvoy (47.85)           | Austràlia       | 3:33.64 | Q     |
| 2       | 3      | 6      | Vladimir Morozov (54.67) Kirill Strelnikov (59.84) Nikolay Skvortsov (51.43) Nikita Lobintsev (47.70) | Rússia          | 3:33.64 | Q     |
| 4       | 2      | 3      | Camille Lacourt (54.02) Giacomo Perez d'Ortona (59.95) Jérémy Stravius (51.96) Fabien Gilot (48.11)   | França          | 3:34.04 | Q     |
| 5       | 2      | 4      | Ryosuke Irie (53.67) Kosuke Kitajima (1:00.10) Takuro Fujii (52.18) Shinri Shioura (48.30)            | Japó            | 3:34.25 | Q     |
| 6       | 1      | 6      | Mirco di Tora (54.99) Fabio Scozzoli (59.63) Matteo Rivolta (51.60) Marco Orsi (48.07)                | Itàlia          | 3:34.29 | Q     |
| 7       | 2      | 5      | László Cseh (54.19) Dániel Gyurta (59.50) Bence Pulai (52.12) Krisztián Takács (48.83)                | Hongria         | 3:34.64 | Q     |
| 8       | 1      | 5      | Felix Wolf (55.12) Hendrik Feldwehr (59.56) Steffen Deibler (51.58) Dimitri Colupaev (48.65)          | Alemanya        | 3:34.91 | Q     |
| 9       | 1      | 4      | Chris Walker-Hebborn (54.33) Ross Murdoch (1:00.13) Michael Rock (52.32) Adam Brown (48.45)           | Regne Unit      | 3:35.23 |       |
| 10      | 1      | 3      | Xu Jiayu (53.69) Gu Biaorong (59.08) Wu Peng (52.31) Lü Zhiwu (49.03)                                 | R.P. de la Xina | 3:35.95 |       |
| 11      | 2      | 6      | Darren Murray (55.17) Cameron van der Burgh (1:00.47) Chad le Clos (51.88) Leith Shankland (48.70)    | Sud-àfrica      | 3:36.22 |       |
| 12      | 3      | 2      | Leonardo de Deus (54.96) Felipe Lima (59.32) Nicholas Santos (53.70) Marcelo Chierighini (48.33)      | Brasil          | 3:36.31 |       |
| 13      | 2      | 1      | Danas Rapšys Giedrius Titenis Tadas Duškinas Mindaugas Sadauskas                                      | Lituània        | 3:36.72 |       |
| 14      | 3      | 3      | Gareth Kean Glenn Snyders Shaun Burnett Matthew Stanley                                               | Nova Zelanda    | 3:37.70 |       |
| 15      | 3      | 7      | Charles Francis Richard Funk Coleman Allen Luke Peddie                                                | Canadà          | 3:38.76 |       |
| 16      | 1      | 2      | Jonatan Kopelev Imri Ganiel Yakov-Yan Toumarkin Nimrod Shapira Bar-Or                                 | Israel          | 3:39.31 |       |
| 17      | 2      | 7      | Pavel Sankovich Viktar Vabishchevich Yauhen Tsurkin Ihar Boki                                         | Belarús         | 3:40.75 |       |
| 18      | 1      | 7      | Martin Baďura Petr Bartůněk Martin Žikmund Martin Verner                                              | Txèquia         | 3:41.49 |       |
| 19      | 2      | 8      | Guven Duvan Demir Atasoy İskender Baslakov Doğa Çelik                                                 | Turquia         | 3:43.71 |       |
| 20      | 3      | 8      | Shin Hee-Woong Choi Kyu-Woong Chang Gyu-Cheol Yang Jung-Doo                                           | Corea del Sud   | 3:44.08 |       |
| 21      | 1      | 1      | Ezequiel Trujillo David Oliver Mercado Ramiro Ramírez Alejandro Escudero                              | Mèxic           | 3:45.39 |       |
| 22      | 3      | 1      | Mohamed Khaled Mohamed Gadallah Marwan Adel Marwan Ismail                                             | Egipte          | 3:46.31 | NR    |
| 23      | 2      | 2      | Radosław Kawęcki Dawid Szulich Paweł Korzeniowski Konrad Czerniak                                     | Polònia         |         | DSQ   |

### Final
| Posició | Carrer | Nedadors                                                                                              | País         | Temps   | Notes |
| ------- | ------ | --- | ------------ | ------- | ----- |
| 1       | 6      | Camille Lacourt (53.23) Giacomo Perez d'Ortona (59.56) Jérémy Stravius (51.33) Fabien Gilot (47.39)   | França       | 3:31.51 |       |
| 2       | 5      | Ashley Delaney (53.55) Christian Sprenger (58.47) Tommaso D'Orsogna (52.34) James Magnussen (47.28)   | Austràlia    | 3:31.64 |       |
| 3       | 2      | Ryosuke Irie (53.48) Kosuke Kitajima (59.29) Takuro Fujii (51.67) Shinri Shioura (47.82)              | Japó         | 3:32.26 |       |
| 4       | 3      | Vladimir Morozov (53.99) Kirill Strelnikov (59.24) Yevgeny Korotyshkin (51.48) Andrey Grechin (48.03) | Rússia       | 3:32.74 |       |
| 5       | 8      | Felix Wolf (55.04) Hendrik Feldwehr (58.94) Philip Heintz (51.90) Steffen Deibler (48.09)             | Alemanya     | 3:33.97 |       |
| 6       | 7      | Mirco di Tora (55.03) Fabio Scozzoli (58.79) Matteo Rivolta (51.87) Marco Orsi (48.37)                | Itàlia       | 3:34.06 |       |
| 7       | 1      | László Cseh (54.07) Dániel Gyurta (59.14) Bence Pulai (52.06) Krisztián Takács (48.82)                | Hongria      | 3:34.09 |       |
| 8       | 4      | Matt Grevers (53.02) Kevin Cordes (DQ) Ryan Lochte (51.01) Nathan Adrian (46.69)                      | Estats Units | 99.99   | DSQ   |